# Část geomorfologické jednotky

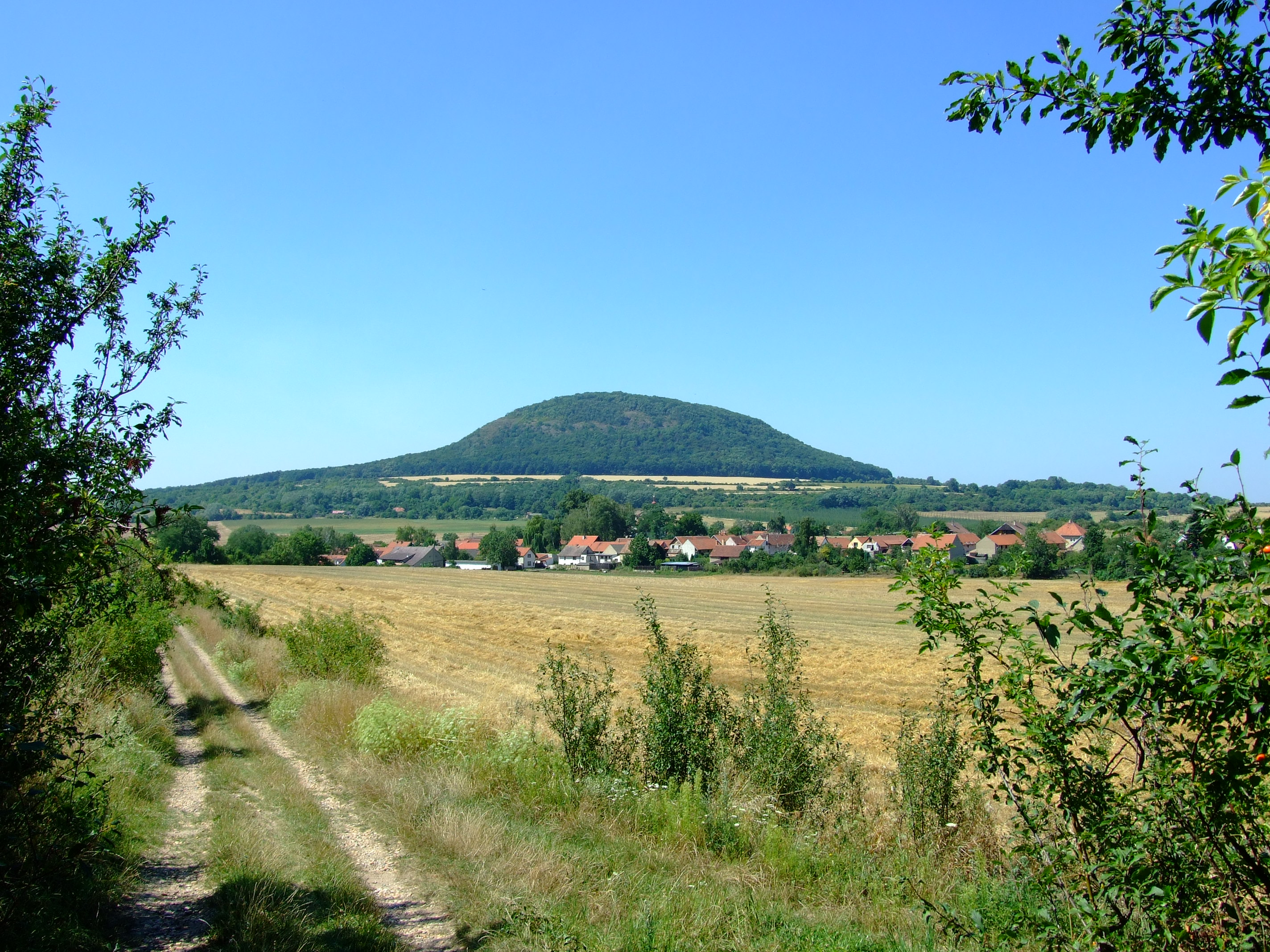
Říp, část geomorf. jednotky v rámci okrsku Krabčická plošina

Část geomorfologické jednotky či geomorfologická část je jednotka desáté, nejnižší úrovně v hierarchickém geomorfologickém členění povrchu Země v podobě, v jakém se toto členění obvykle uplatňuje v Česku. Její nadřazenou jednotkou je zpravidla geomorfologický podokrsek nebo okrsek, méně často i jednotky vyššího řádu, pokud se na mezistupně nečlení. 
Geomorfologická část bývá území malého rozsahu (v řádu jednotek km²), které se nějakým způsobem výrazně odlišuje od okolního reliéfu v rámci vyšší jednotky.
Příklady: Tiské stěny, Kunětická hora, Říp.